# Charlotte for Ever
Charlotte for Ever jest debiutanckim albumem francuskiej piosenkarki i aktorki Charlotte Gainsbourg, wydanym w roku 1986. Wszystkie piosenki zostały napisane przez jej ojca, Serge'a Gainsbourga. W niektórych krajach album został wydany pod kontrowersyjnym tytułem Lemon Incest (Cytrynowe kazirodztwo).

## Lista utworów
1. "Charlotte For Ever" (Serge Gainsbourg) – w duecie z ojcem
2. "Ouvertures Éclair" (Serge Gainsbourg)
3. "Oh Daddy Oh" (Serge Gainsbourg)
4. "Don't Forget To Forget Me" (Serge Gainsbourg)
5. "Pour Ce Que Tu N'étais Pas" (Serge Gainsbourg)
6. "Plus Doux Avec Moi" (Serge Gainsbourg) – w duecie z ojcem
7. "Élastique" (Serge Gainsbourg)
8. "Zéro Pointé Vers l'Infini" (Matvei Blanter, Serge Gainsbourg)
9. "Lemon Incest" (Serge Gainsbourg/Fryderyk Chopin) – w duecie z ojcem